# Ludwig Bemelmans
Ludwig Bemelmans (* 30. April 1898 in Meran; † 1. Oktober 1962 in New York City) war ein US-amerikanischer Schriftsteller und Illustrator europäischer Herkunft.

## Leben

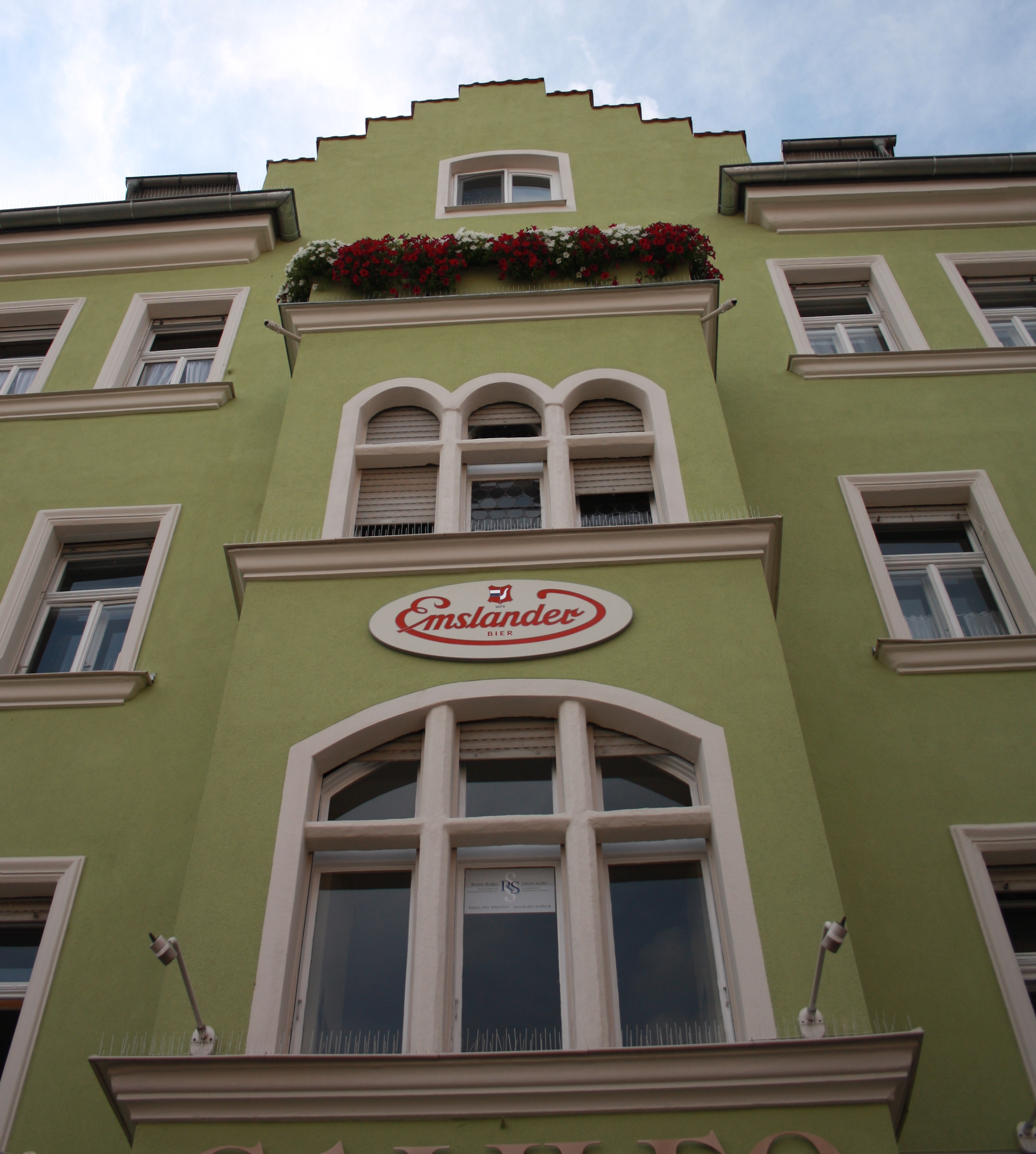
Emslander-Haus am Arnulfsplatz, Regensburg, wo Bemelmans als Kind lebte

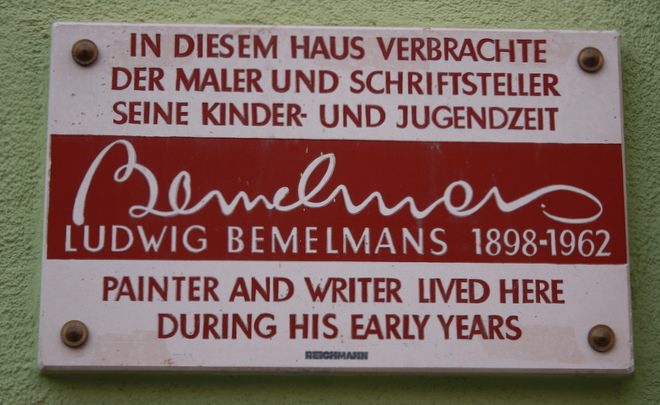
Schild am Bemelmans-Wohnhaus am Arnulfsplatz, Regensburg

Ludwig Bemelmans war Sohn des belgischen Malers Lambert Bemelmans und der Brauertochter Franziska Fischer. Er wuchs im damaligen Österreich-Ungarn und im Deutschen Reich auf, soll aber, wegen seines französischen Kindermädchens, als erste Sprache Französisch gesprochen haben. 1904 verließ der Vater die Familie. Die Mutter zog mit Ludwig und seinem Bruder in ihre Geburtsstadt Regensburg, wo ihrem Vater die Brauereigaststätte „Emslander“ gehörte. Bemelmans war ein undisziplinierter und rebellischer Schüler. Seine Mutter schickte ihn deshalb ohne Schulabschluss zu seinem Onkel, der mehrere Hotels in Tirol besaß.
Nachdem Ludwig im Streit auf einen Hotelangestellten geschossen hatte – nach anderer Lesart soll er ihn bloß mit einem Teller beworfen haben –, wurde der Sechzehnjährige 1914 zu seinem damals in den USA lebenden Vater geschickt. Die nächsten Jahre verbrachte er damit, in Hotels und Restaurants zu arbeiten. 1917 trat er in die United States Army ein, stieg zum Korporal auf, wurde jedoch aufgrund seiner verwandtschaftlichen Beziehungen nach Deutschland nicht in Europa eingesetzt, sondern in einem Militärspital. 1918 erhielt er die amerikanische Staatsbürgerschaft.
Während der zwanziger Jahre arbeitete Bemelmans weiter in der Restaurant- und Hotelbranche, etwa als Kellner im Ritz-Carlton-Hotel, und versuchte sich, zunächst ohne größeren Erfolg, als Künstler und Maler. 1925 gestaltete er das Restaurant „Hapsburg House“, dessen Miteigentümer er wurde.
Anfang der dreißiger Jahre traf er in der Kinderbuchlektorin von Viking Press, May Massee, eine einflussreiche Unterstützerin. Nach seinem ersten Buch Hansi (1934), das die Abenteuer zweier österreichischer Kinder und ihres Hundes schildert, veröffentlichte er eine ganze Reihe weiterer Kinderbücher, die jedoch nur mäßigen Erfolg erzielten. 1935 heiratete Bemelmans Madeleine Freund, mit der er eine Tochter Barbara hatte. 1939 gelang ihm mit Madeline der Durchbruch. Die von Bemelmans selbst illustrierte Versgeschichte über ein selbstbewusstes kleines Pariser Mädchen wurde zunächst von mehreren Verlagen mit der Begründung abgelehnt, das Buch sei zu anspruchsvoll. Schließlich wurde es von Simon and Schuster publiziert und geriet zum Erfolg. Bis 1961 entstanden insgesamt sieben Bücher über Madelines Abenteuer, mit denen sich Bemelmans in der angelsächsischen Welt einen dauerhaften Ruf als Kinderbuchautor erwerben konnte. Fünf davon wurden zu Lebzeiten des Autors in Buchform publiziert, eines (Madeline’s Christmas) 1956 in McCall’s und 1985 als Buch, das letzte 1999 posthum aus dem Nachlass (Madeline in America and Other Holiday Tales). Die erste Verfilmung der Bücher wurde 1952 der oscarnominierte Kurztrickfilm Madeline.
Bemelsmans schrieb und zeichnete auch für bekannte amerikanische Zeitungen und Zeitschriften wie Vogue, Town and Country, The New Yorker, Fortune, Harper’s Bazaar, McCall’s, Holiday und Stage. Er publizierte außerdem mehrere Erwachsenenbücher, darunter Hotel Splendide und The Donkey Inside. Mit dem 1945 bei Viking Press erschienenen Roman The Blue Danube, welcher in skurrilen und kritischen Szenen das deutsche Alltags- und Provinzleben unter dem Nationalsozialismus schildert, setzte er Regensburg als der Heimatstadt seiner Mutter ein literarisches Denkmal. Das Buch ist 2007 bei Suhrkamp/Insel unter dem Titel An der schönen blauen Donau in deutscher Übersetzung erschienen. Es beruht nicht zuletzt auf den Erfahrungen einer Deutschlandreise im Jahr 1935, bei der Bemelmans nach einer öffentlichen Imitation Hitlers kurzfristig verhaftet worden war. 
Zahlreiche Reisen führten Bemelmans quer durch die USA und Europa. In den 1940er Jahren wandte er sich der Theater- und Filmbranche zu, schrieb mehrere Drehbücher und realisierte einige kleinere Projekte in Hollywood. Von Bemelmans stammt unter anderem das Drehbuch zu Yolanda und der Dieb (1945), einem Hollywood-Musical mit surrealistischen Zügen, das trotz der Mitwirkung von Stars wie Fred Astaire zum Megaflop wurde, heute aber als avantgardistisches Experiment geschätzt wird.
Bemelmans verkehrte in seinen späteren Lebensjahren als erfolgreicher Autor und Illustrator in den Kreisen der amerikanischen und internationalen Prominenz. So erhielt er den Auftrag, das Kinderzimmer der Yacht Christina des Reeders Aristoteles Onassis auszumalen. Auch Bemelmans’ Reisebücher der 1950er Jahre richteten sich an eine touristische Klientel mit Luxusgeschmack. Bemelmans starb am Krebs der Bauchspeicheldrüse und liegt auf dem Militärfriedhof von Arlington, Virginia begraben. Seine malerischen Werke erzielen heute Preise von bis zu mehreren hunderttausend Dollar.
Es erfolgt mehrfache Erwähnung Ludwig Bemelmans’ und der „Madeline“-Reihe in Jeffrey Eugenides’ Roman The Marriage Plot (2011, deutsch Die Liebeshandlung) im Kapitel „And Sometimes They Were Very Sad“ (deutsch „Und manchmal waren sie sehr traurig“), in der deutschsprachigen Ausgabe darüber hinaus auch in der Danksagung des Autors am Ende des Buches und im Quellenverzeichnis.

## Werke
Autobiografisches
- My War with the United States, 1937
- Life Class 1938
- Small Beer, 1939
- Hotel Splendide, New York (Viking Press) 1941 (seine Zeit als Kellner)
- I Love You, I Love You, I Love You, 1942
- Hotel Bemelmans, New York (Viking Press) 1946
- My Life in Art, New York (Harper and Brothers) 1958
  - deutsch: Mein Leben als Maler. Blüchert, Hamburg 1959, DNB 450350258

Reiseberichte
- The Donkey Inside, New York (Viking Press) 1941
- The Best of Times: An Account of Europe Revisited, 1948 (sein Besuch im KZ Dachau)
- How to Travel Incognito, 1952
- Italian Holiday, 1961
- On Board Noah's Ark, 1962

Romane
- Now I Lay Me Down to Sleep, 1943
- The Blue Danube, New York (Viking Press) 1945; dt.: An der schönen blauen Donau, (Insel) 2007. Eine gekürzte deutsche Hörspielfassung erschien 2005 unter dem Titel Die blaue Donau im Regensburger LOhrBär-Verlag; Bühnenfassung von Eva Demski Die blaue Donau, uraufgeführt am 11. April 2008 in Regensburg
- Dirty Eddie, 1947 (Erlebnisse in Hollywood)
- The Eye of God, 1949
- The Woman of My Life, 1957
- Are You Hungry, Are You Cold, 1960
- The Street Where the Heart Lies, 1963

Biographien
- To the One I Love the Best, 1955

Kinderbücher
- Hansi, New York (Viking Press) 1934
- The Golden Basket, 1936
- The Castle Number Nine, 1937
- Quito Express, 1938
- Madeline, New York (Simon and Schuster) 1939
- Fifi, 1940
- Rosebud, 1942
- Sunshine: A Story about the City of New York, 1950
- The Happy Place, 1952
- Madeline's Rescue, New York (Viking Press) 1953
- The High World, 1954;
- Parsley, 1955
- Madeline and the Bad Hat, New York (Viking Press) 1956
- Madeline and the Gypsies, New York (Viking Press) 1959
- Madeline in London, New York (Viking Press) 1961

Drehbücher
- Yolanda and the Thief, 1945
- Alice of Wonderland in Paris, 1966